# Salle de bal d'État de la Maison-Blanche
La salle de bal d'État[Quoi ?] de la Maison-Blanche est une extension prévue de l'aile Est de la Maison-Blanche à Washington, D.C., aux États-Unis. Officiellement annoncée le 31 juillet 2025, la salle de bal devra être un lieu de 8 400 m² avec une capacité d'environ 650 personnes. La salle de bal est proposée à l'origine par le président Donald Trump. Selon la porte-parole de la Maison-Blanche, Karoline Leavitt, le projet sera financé par des fonds privés de Trump et de donateurs privés, pour un coût estimé à 200 millions de dollars. La construction devra commencer en septembre 2025 et se terminer avant la fin du mandat de Trump en 2029,,.

## Contexte
À l'heure actuelle, les événements officiels à la Maison-Blanche se déroulent dans l'East Room qui a une capacité de 200 places, ou dans des tentes spécialement construites sur le terrain de la Maison-Blanche pour les dîners d'État. Trump décrit les tentes utilisées pour les événements comme « pas un beau spectacle ».
En 2016, pendant la présidence de Barack Obama, Trump propose de payer 100 millions de dollars pour financer une salle de bal à la Maison-Blanche, mais l'offre est rejetée. L'attachée de presse de la Maison-Blanche, Karoline Leavitt, décrit la salle de bal proposée comme « très nécessaire et exquise » et qu'elle sera achevée avant la fin de la présidence de Trump en janvier 2029.
Trump déclare qu'il n'y a « jamais eu de président qui soit bon dans les salles de bal[Quoi ?] » et qu'il est « doué pour construire des choses ». Il dit qu'il pourra prendre la salle de bal de son club de golf Trump Turnberry « déposez-le juste là-bas, et ce serait magnifique »[pas clair].

## Coût et construction
La construction de la salle de bal est estimée à 200 millions de dollars, le coût étant pris en charge par le président Donald Trump et plusieurs donateurs privés, actuellement anonymes. L'aile Est de la Maison-Blanche sera "modernisée" en même temps que la salle de bal.
BBC News décrit l'intérieur proposé comme étant "somptueux [...] y compris des lustres et des colonnes ornées". La salle de bal aura une superficie de 8 360 m².